# Ätran

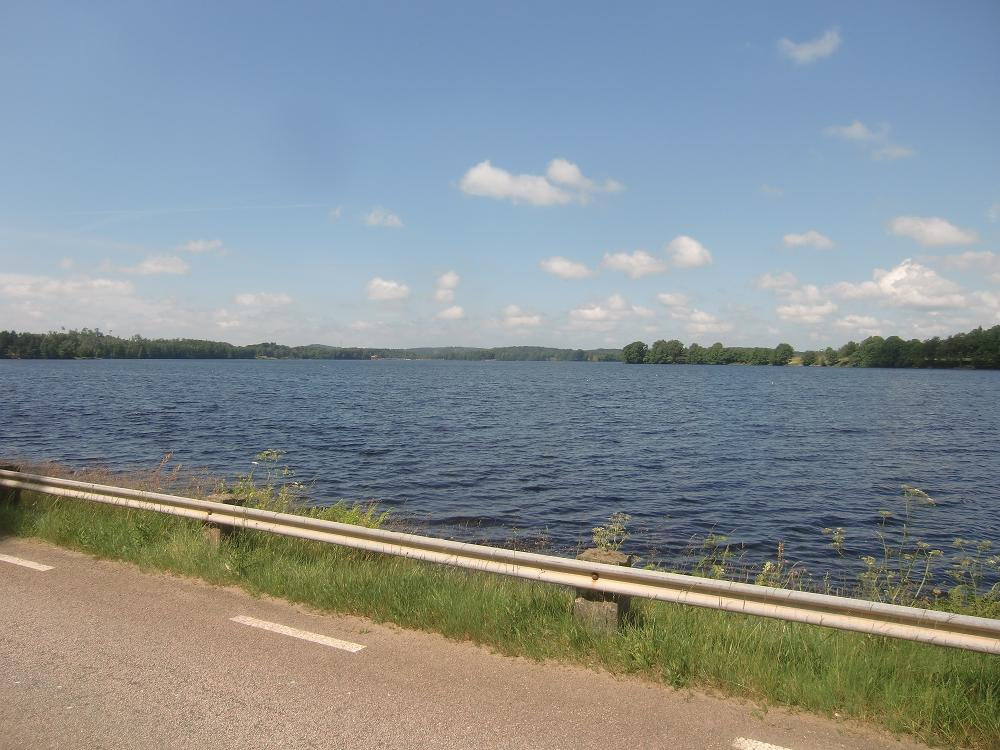
Ätraforsdammen; zbiornik elektrowni wodnej Ätrafors kraftverk

Ätran – rzeka na zachodnim wybrzeżu Szwecji o długości ok. 243 km, uchodząca do Kattegatu w Falkenberg (Halland). Powierzchnia jej dorzecza, obejmującego południowo-wschodnią część prowincji historycznej Västergötland oraz część Hallandu (głównie obszar gminy Falkenberg), wynosi 3 342,2 km².
Jedna z czterech, obok Viskan, Nissan i Lagan, dużych rzek Hallandu.

## Geografia

### Przebieg rzeki
Źródła Ätran położone są ok. 332 m n.p.m. na torfowisku w pobliżu Gullered na wschód od Ulricehamn (Västra Götaland). Początkowo rzeka płynie w kierunku północnym, przepływając przez jeziora Vinsarpasjön i Lönern. Następnie okrąża od północnego wschodu miejscowość Åsarp i płynie dalej na południe przez Ulricehamn i jezioro Åsunden. Przepływa przez leśne obszary południowo-wschodniej części Västergötland, płynąc przez m.in. Svenljunga w kierunku Halland. W Ätrafors, ok. 19 km na północny wschód od Falkenberg, przyjmuje swój największy prawy dopływ, rzekę Högvadsån. Następnie mija Vessigebro i uchodzi do Kattegatu w Falkenberg.

### Główne dopływy
- prawe: Högvadsån
- lewe: Assman, Kalvån.

### Miejscowości położone nad Ätran
Åsarp, Timmele, Ulricehamn, Hillared, Svenljunga, Östra Frölunda, Ätran, Vessigebro, Falkenberg.

## Zagospodarowanie
Nad Ätran zlokalizowanych jest 19 elektrowni wodnych o łącznej mocy 67,7 MW, produkujących rocznie ok. 238,2 GWh energii elektrycznej. Największą z nich jest elektrownia wodna Yngeredsfors w gminie Falkenberg.